# Benny Paret
Benny "Kid" Paret (14. marts 1937 - 3. april 1962) var en cubansk professionel bokser. Paret var verdensmester i weltervægt to gange i begyndelsen af 1960'erne. Han døde i 1962 efter at være blevet slået ud i en titelkamp om VM-titlen. VM-kampen anses at være den første tv-transmitterede boksekamp med dødelig udgang.
Paret opnåede i sin karriere 50 professionelle kampe, hvoraf han vandt 35 sejre (10 knockouts), 12 nederlag og 3 uafgjorte.

## Boksekarriere
Paret boksede sine første professionelle kampe i hjembyen Santa Clara på Cuba i midten af 1950'erne. Efter en række sejre fik han kampe i hovedstaden Havanna og i 1958 et par kampe i New York. På daværende tidspunkt var der omfattende uroligheder i Cuba som følge af den cubanske revolution, og urolighederne medførte, at Paret i slutningen af 1958 flyttede permanent til USA, hvor han fortsatte karrieren. 
Paret boksede et par tætte kampe mod amerikanske modstandere, hvor han vandt de fleste. Paret tabte et par tætte kampe i New York i marts og april 1959, men fik alligevel muligheden for at bokse i datidens boksemekka, Madison Square Garden, den 7. august 1959, hvor han tabte på point til mexikaneren Gaspar Ortega. Afgørelsen var dog stærkt kontroversiel, og de fleste anså Paret som vinderen. Paret blev efter kampen lovet en kamp mod verdensmesteren Don Jordan, men måtte på trods heraf bokse en række yderligere kampe. 
I september 1959 mødte Paret i Puerto Rico den ubesejrede olympiske sølvmedaljevinder i letmellemvægt fra 1956 (og kommende verdensmester i letsværvægt), puertoricaneren Jose Torres, og opnåede uafgjort. Paret opnåede herefter et par sejre i Madison Square Garden, inden han den 25. marts 1960 opnåede en kvalifikationskamp om VM-titlen. Kampen stod mod den rutinerede argentiner "Negro" Luis Federico Thompson. Efter en hård kamp opnåede Paret uafgjort, men den generelle opfattelse var, at Paret havde vundet en smal sejr, og det var Paret, der fik chanchen for en VM-kamp mod Don Jordan.
Paret havde på dette tidspunkt i sin karriere opnået ry som en hårdfør bokser, der modtog mange slag, men som også var i stand til at give igen i de ofte lange og udmarvende kampe, som han boksede. VM-kampen mod Don Jordan blev bokset i Las Vegas Convention Center den 27. maj 1960 og Paret vandt VM-titlen på point efter en hård kamp.

## Tid som verdensmester
Efter at have vundet VM-titlen fra Don Jordan boksede Paret to kampe, hvor titlen ikke var på spil. Den første mod Garnet Hart blev vundet, men i august 1960 tabte Paret en tæt kamp på point mod amerikaneren Denny Moyer i New York. Paret forsvarede dog sin VM-titel med succes, da han i december 1960 pointbesejrede Luis Frederico Thomson i en returmatch i Madison Square Garden. To måneder senere mødte Paret Gaspar Ortega, som Paret tidligere havde tabt en snæver pointafgørelse til. Paret var som verdensmester favorit til at besejre Ortega i returkampen, men Paret tabte overraskende igen til Ortega. Atter var der tale om en hård og brutal kamp, hvor Paret modtog mange træffere. 
I sit andet titelforsvar den 1. april 1961 satte Paret VM-titlen på spil i Miami Beach mod den unge amerikaner Emile Griffith. Griffith havde blot 24 professionelle kampe bag sig mod Parets 46. Griffith viste sig for hurtig og smart for Paret, og Paret blev slået ud i 13. omgang af kampen. Der blev dog hurtigt arrangeret en returmatch i New York, og Paret overraksende mange ved at vinde en kontroversiel pointsejr over Griffth, hvorved han genvandt verdensmesterskabet i weltervægt.
Paret var på daværende tidspunkt blot 24 år, men havde bokset 48 professionelle kampe på 7 år. Trods sit genvundne VM med en kontroversiel pointsejr havde Paret tabt 3 af de sidste fem kampe, og mange af Parets kampe i karrieren havde været brutale kampe, der var gået tiden ud. Paret og Parets manager mente dog, at der var grundlag for at gå en vægtklasse op til mellemvægt og udfordre verdensmesteren Gene Fullmer. 
Blot to måneder efter den hårde kamp mod Griffith gik Paret i ringen mod Fullmer den 9. december 1961 i Las Vegas i en kamp om VM-titlen i mellemvægt. I en usædvanlig brutal kamp blev Paret stoppet af Fullmer i kampens 10. omgang efter at have modtaget utallige træffere til hovedet. Fullmer udtalte siden, at han aldrig havde ramt en anden bokser så mange gange og med så hårde stød.
Paret var dog fortsat verdensmester i weltervægt, og på trods af den ublide medfart i kampen mod Fullmer, blev der kort efter arrangeret en titelkamp mod Emile Griffith. 

## Sidste kamp mod Emile Griffith
Kamp nr. tre mod Griffith fandt sted den 24. marts 1962, godt tre måneder efter Paret var blevet brutalt slået ud af Gene Fullmer. 
På daværende tidspunkt var boksning en meget populær tv-sport i USA, og det amerikanske netværk ABC sendte kampen live fra Madison Square Garden i New York på programmet "Friday Night Sports". 
Interessen for kampen var stor, og der havde mellem bokserne været megen rivalisering, der ikke blev mindre af, at Paret på et forudgående pressemøde udtalte sig hånligt over for Griffith, som han beskyldte for at være maricón, en spansk betegnelse for "bøsse". Homoseksualitet blandt sportsfolk - og særlig blandt boksere - var i 1961 tabu, og Griffith reagerede voldsomt på pressemødet og måtte holdes tilbage for ikke fysisk at overfalde Paret.
Flere millioner amerikanere fulgte med på tv under kampen, hvor de blev vidner til atter en hård kamp mellem de to boksere. Det lykkedes Paret at sende Griffith i gulvet i 6. omgang af kampen, og da omgangen var slut, vrikkede Paret med hoften og sendte kys i retning mod Griffith, hvilket kunne tolkes som atter en hånlig hentydning til Griffiths påståede homoseksualitet. Griffith kom dog tilbage i kampen, og i kampens 12. omgang blev Paret presset ind i et ringhjørne. På daværende tidspunkt var bokseringens hjørner ikke afskærmet som i dag, hvilket muliggjorde at Paret blev fanget med hovedet og overkroppen mellem tovene i hjørnet, og uden mulighed for at gå i gulvet overdængede Griffith Paret med en række hurtige, men hårde træffere, inden kamplederen Ruby Goldstein fik stoppet kampen.
Det anslås, at Paret blev ramt hårdt mindst 18 gange i hovedet, inden han bevidstløs sank om på canvassen. Paret vågnede aldrig op igen og døde 10 dage senere på et hospital på Manhattan af de skader i hjernen, som han pådrog sig under kampen.

## Efterspil
Den brutale afslutning på kampen og Parets død gjorde et stort indtryk i USA, hvor boksning fra slutningen af 1950'erne havde været en populær sport på TV-kanalerne. ABC stoppede sine populære boksetransmissioner, og de øvrige tv-netværk fulgte hurtigt efter. New Yorks guvernør Nelson Rockefeller nedsatte en kommission, der skulle kulegrave sikkerheden i boksning, og mulighederne for et forbud mod boksesporten. Der blev fremsat massiv kritik af kamplederen for ikke at have stoppet kampen tidligere. Kampleder Ruby Goldstein var dog en rutineret kampleder, der tidligere var blevet kritiseret for at stoppe kampene for tidligt. Også New Yorks boksekommission New York State Athletic Commission blev kritiseret kraftigt for at have ladet Paret gå i ringen så kort tid efter nederlaget til Fullmer.
Kritikken opstod på et kritisk tidspunkt i boksesporten, da der netop året forinden var faldet dom i en sag mod gangsteren Frankie Carbo (også kendt som "Bokse-tsaren"), der havde afsløret, at mafiaen i vidt omfang kontrollerede amerikansk professionel boksning, og at en række kampe var fiksede. 
Benny "Kid" Paret blev begravet på Saint Raymond's Cemetery i The Bronx i New York City.

## Eksterne links
- Benny Parets profesionelle rekordliste hos BoxRec (engelsk)
- Benny Parets profil hos Find a Grave (engelsk)
- Benny Parets profil hos Encyclopædia Britannica Online (engelsk)
- Essay af Norman Mailer om Parets sidste kamp
- "The Deadly Insult" Arkiveret 20. januar 2022 hos  Wayback Machine, Sports Illustrated, 2. april 1962
- Gene Fulmer vs Benny Paret
- The Tragedy of Benny Paret and Emile Griffith
- Benny Paret på Internet Movie Database (engelsk)
- Benny Paret på The Movie Database (engelsk)
- Benny Paret på Encyclopædia Britannica Online (engelsk)

| Efterfulgte: Don Jordan     | Verdensmester Weltervægt 27. maj 1960 – 1. april 1961 | Efterfulgtes af: Emile Griffith |
| Efterfulgte: Emile Griffith | Verdensmester Weltervægt 30 Sep 1961 – 24 Mar 1962    | Efterfulgtes af: Emile Griffith |